# Franco e i "G.5"
Franco e i "G.5" sono stati un complesso musicale italiano attivo tra la fine degli anni quaranta e i primi anni sessanta.

## Storia del gruppo
Il complesso viene fondato dal batterista fiorentino Franco Rosselli (nato il 26 marzo 1924) nel 1949, come quartetto insieme al saxofonista Danilo Geri, Tromba Orlando Antolini ed al pianista Giancarlo Novelli; con l'ingresso del chitarrista Dino Termine la formazione assume la denominazione di Franco e i "G.5", per ricordare i cinque gigli della loro città, Firenze.
Presto si esibiscono in tutta Italia, e durante una serata a Venezia nel 1952 vengono notati da un talent scout della Columbia, che propone loro un contratto: iniziano così ad incidere una lunga serie di dischi a 78, 45 e 33 giri.
Sono tra i primi in Italia (insieme a Michelino) a diffondere i ritmi latinoamericani; raggiungono anche una discreta popolarità all'estero, soprattutto in Spagna.
Nel corso degli anni hanno alcuni cambiamenti nella formazione, e nel 1958 entra come cantante Gian Costello, che in seguito avrà un discreto successo come solista.
Partecipano al Festival di Napoli 1961 come riesecutori delle canzoni in gara; continuano ancora l'attività per qualche anno poi, travolti dall'onda dei gruppi beat, si sciolgono verso la metà degli anni '60.
In seguito, Franco Rosselli continua l'attività nei night, formando nuovi gruppi con altri musicisti (tra cui il saxofonista Andrea Ventriglia), riutilizzando a volte il nome Franco e i "G.5".

## Formazione
- Franco Rosselli: voce e batteria
- Danilo Geri: violino, contrabbasso, sassofono
- Orlando Antolini: tromba, fisarmonica e contrabbasso
- Giancarlo Novelli: pianoforte
- Dino Termine (dal 1949 al 1955): chitarra elettrica, tromba e violino
- Dino Marchini (dal 1955 in poi): chitarra elettrica, tromba
- Gregoire Nack (dal 1949 al 1955): flauto, sassofono e contrabbasso
- Guido Lamorgese (dal 1955 in poi): voce, sax alto, clarino, vibrafono
- Tony Santoro (dal 1958 in poi): sax contralto
- Vittorio Belleli (dal 1949 al 1957): voce
- Gian Costello (dal 1958 in poi): voce
- Giorgio Banchi (dal 1962 in poi): voce

## Discografia parziale

### 78 giri
- 1952: Al que bom 1st version (Columbia, CB 12937)
- 1952: Maria Christina 1st version (Columbia, CB 12939)
- 1952: Carnaval en barranquilla(Columbia, CB13141)
- 1952: Cuban mambo (Columbia, CB13142)
- 16 dicembre 1952:Tin-Tin-Daeo/Pachito-E-Chè (Columbia, CQ 2493)
- 25 febbraio 1953: Ya don rafael hablo (Columbia, CB 13379)
- 25 febbraio 1953: Oik oik mambo (Columbia, CB 13380)
- 25 febbraio 1953: Yambú (Columbia, CB 13381)
- 25 febbraio 1953: Caravan (mambo) (Columbia, CB 13383)
- 25 febbraio 1953: Mi cafetal (Columbia, CB 13386)
- 25 febbraio 1953: Mi Marranito/Fiesta (Columbia, CQ 2555)
- 25 may 1953: El sopon (Columbia, CB 13456)
- 25 may 1953: Si si, no no (Columbia, CB 13465)
- 9 ottobre 1953: Mulhe Rendera/Quase Maluco (Columbia, CQ 2667)
- 1954: Vaya Con Dios/Ballata selvaggia (Columbia, CQ 2710)
- 1954: La bella castellana/Palma de Maiorca (Columbia, CQ 2898)
- 5 aprile 1954: Enak-enak (Columbia, matrix # CB 13710)
- 5 aprile 1954: Antille (Columbia, matrix # CB 13715)
- 12 giugno 1954: Baion del gato (Columbia, matrix # CB 13734 T.1)
- 1954: Dame la cura (Columbia, matrix # CB 13736)
- 30 september 1954: Mi gallo (Columbia, matrix # CB 13919)
- 2 ottobre 1954: Bolero gaucho (Columbia,matrix # CB 13922)
- 25 ottobre 1954: Marrequinha (Columbia, matrix # CB 13967)
- 29 november 1954: Baião faz balançar (Columbia, matrix # CB 14033)
- 29 november 1954: Caboclo do mato (Columbia, matrix # CB 14034)
- 4 dicembre 1954: New love new wine (Columbia, matrix # CB 14040)
- 4 dicembre 1954: Sube espuma (Columbia, matrix # CB 14041 ITI)
- Febbraio 1955: Buongiorno tristezza/Johnny guitar (Columbia, CQ 3126)
- 23 march 1955: Alma llanera (Columbia, Matrix # CB 14015)
- 24 march 1955: Papa loves mambo (Columbia, matrix # CB 14102)
- 24 march 1955: Ve 'borrequito (Columbia ,matrix # CB 14111)
- 6 aprile 1955: Fuego vivo (focu vivo) (Columbia, Matrix # CB 14113)
- 26 ottobre 1955: El alacran(Lo scorpione) (Columbia, matrix # CB 14304)
- 12 ottobre 1955: Il gallo zoppo (el gallo tuerto) (Columbia, matrix # CB 14305)
- 22 novembre 1955: Mambo colorao (mambo kaen) (Columbia, matrix # CB 14321)
- 3 novembre 1955: Mambo mania( Columbia, matrix # CB 14325)
- 3 novembre 1955: Finestra a marechiaro Columbia, matrix # CB 14315)
- 17 novembre 1955: Line (Columbia, matrix # CB 14319)
- 7 maggio 1956: Brazil (Columbia, matrix # CB 14326)
- 3 marzo 1956: Nicolasa (Columbia, matrix # CB 14429)
- 5 aprile 1956: Me lo dijo adela (Columbia, matrix # CB 14437)
- 6 januari 1956: Ninguem me ama (Columbia, matrix # CB 14488)
- 27 june 1956: Hernando's hideaway(Columbia, matrix # CB 14489)
- 27 june 1956: Uma casa Portuguesa (Columbia, matrix # CB 14490)
- 27 june 1956: Lisboa antigua (Columbia, matrix # CB 14510)

### 33 giri 25 cm
- Ottobre 1955: Crociera sud americana (Columbia, QS 6013)
- febbraio 1955: Tropicana con Franco e i 'G.5" (Columbia, QS 6037)
- 1956: Qui Franco e i "G.5" (Columbia, QS 6078)
- 1956: Franco e i "G.5" in crociera (Columbia, QS 6081)
- 1957: Cartoline dai tropici (Columbia, QS 6086)
- 1959: Baila mi cha cha (Columbia, QP 4027)
- 1959: Franco e i "G5" presenta "Il calypso" (Columbia, QP 4029)
- 1959: Arcobaleno(Columbia, QP 4032)
- 1959: Canto Così(Columbia, QP 4035)

### 33 giri 30 cm
- 1962: 14 cha cha cha(Columbia, QPX 8023)
- 1964: Vacanze ai tropici(Columbia, QPX 8061)

### EP
- 1955: Franco e i "G.5" (Columbia, SEDQ 601)
- 1956: Franco e i "G.5" (Columbia, SEDQ 624)
- 1956: Cha cha cha (Columbia, SEDQ 625)
- 1957: La nueva culeta (Columbia, SEDQ 643)
- 1957: Franco e i "G.5" (Columbia, SEDQ 644)
- Agosto 1957: Brazil (Columbia, SEDQ 655)
- 1957: Franco e i "G.5". Canta Guido Lamorgese (Columbia, SEMQ 28)
- 1957: Notte cubana (Columbia, SEMQ 31)
- 1957: Calypso (Columbia, SEMQ 46)
- Novembre 1957: Napoli e Franco e i "G.5" (Columbia, SEMQ 47)
- Marzo 1958: Per ore ed ore... (Columbia, SEMQ 63)
- Marzo 1958:: Franco e i "G.5" (Columbia, SEMQ 65)
- Giugno 1958:: Quando il calypso va a Napoli (Columbia, SEMQ 76)
- Luglio 1958: Calypso (Columbia, SEMQ 79)
- Agosto 1958: Franco e i "G.5" presenta la voce di Gian Costello (Columbia, SEMQ 80)
- Ottobre 1958: 4 canzoni d'amore (Columbia, SEMQ 90)
- Novembre 1958: 40° all'ombra (Columbia, SEMQ 93)
- Novembre 1958: Un fiorentino a Napoli (Columbia, SEMQ 94)
- 1959: Dedicato a te (Columbia, SEMQ 104)
- 1959: Una donna in ogni porto (Columbia, SEMQ 105)
- 1959: Hula hoop (Columbia, SEMQ 106)
- 1959: Occasione!4 cha cha cha con i Franco e i "G.5" (Columbia, SEMQ 111)
- Luglio 1959: Il cha cha cha è quella cosa (Columbia, SEMQ 126)
- Luglio 1959: Facciamole così (Columbia, SEMQ 127)
- Luglio 1959: Cuba, la luna e tu (Columbia, SEMQ 128)
- Luglio 1959: Vino, donne e cha cha cha (Columbia, SEMQ 129)
- Ottobre 1959: Ecco il merengue (Columbia, SEMQ 144)
- 1960: Cha cha ra cha cha...cha cha! (Columbia, SEMQ 157)
- Giugno 1960: Mi amigo Franco G.5 (Columbia, SEMQ 163)

### 45 giri
- 1956: Maria Cristina/Tumbanito (Columbia, SCDQ 2055)
- 1958: Little darling/Calypso italiano (Columbia, SCMQ 1087)
- 1958: Bernardine/April Love (Columbia, SCMQ 1111)
- 1958: Non partir/T'ho vista piangere (Columbia, SCMQ 1139)
- 1958: L'Usignolo è triste/Anche (Columbia, SCMQ 1140)
- 1959: Farfalle/Tom Dooley (Columbia,, SCMQ 1190)
- 1959: Storia di un amore/T'ho scritto tante volte (Columbia, SCMQ 1238)
- 28 settembre 1959: Dracula cha-cha/La empalizà (Columbia, SCMQ 1272)
- 1960: Cha cha cha de las segretarias/Tu sei bella (Columbia, SCMQ 1398)
- 1960: Bongo cha cha cha/Buonanotte Valentina (Columbia, SCMQ 1399)
- 29 maggio 1963: Antonella/Ah!Li galli (Columbia, SCMQ 1679)
- 1964: Mamma che bagno/O Trem O Lele (Columbia, SCMQ 1790)
- 1965: Tempo di blue beat/Perché non torni? (Columbia, SCMQ 1868)